# Juggernaut (Think of One)
Juggernaut (1997) was het debuutalbum van de Belgische band Think of One.

## Tracklist
1. The right tool
2. Motorcycling Mozes
3. Bayababoum
4. Fabula Roza
5. Ida
6. Sad Trio
7. Simple cymbale sample - The Nurseshome
8. Loozin you
9. Flee from crowd
10. Just walkin dully along
11. La reine d'une nuit
12. Ne Bouge plus les Pierres
13. Variations on a happy Healthy Chill / Mooke
14. Major oak
15. Mammounyah
16. Overseas
17. Juggernaut

## Meewerkende muzikanten
- Anja Kowalski (zang)
- Bart Maris (kornet, trompet)
- Benjamin Boutreur (altsaxofoon, baritonsaxofoon, sopraansaxofoon)
- Bhaija Marakchi Abdellah (conga's, derbanka, dimba, koebel, percussie, tamboerijn, triangel)
- Boris De Handschutter (koebel, percussie, tabla)
- Buni Lenski (viool)
- David Bovée (bouzouki, elektrische gitaar, folkgitaar, zang)
- Eric Morel (basklarinet, fluit, sopraansaxofoon, tenorsaxofoon, zang)
- Gabor Humble (khomus, zang)
- Han Stubbe (klarinet)
- Jan Peeters (baritonsaxofoon)
- Roel Poriau (drums, percussie)
- Roel Van Camp (accordeon)
- Simon Lenski (cello)
- Steven Duncan (zang)
- Tom Theuns (banjo, folkgitaar, sitar, zang)
- Tomas De Smet (basgitaar, contrabas, zang)
- Wouter Vandenabeele (viool)